# Les Petits Cochons sans queue
Les Petits Cochons sans queue est un recueil de nouvelles de Georges Simenon, publié en 1950 aux Presses de la Cité, dont deux font partie de la série des Maigret.  

## Genèse de l'œuvre
La première édition de ce recueil, ainsi que de nombreuses autres, affichaient sur la couverture le titre Maigret et les petits cochons sans queue, alors que le titre original était correctement indiqué sur la page de titre. En effet, le personnage du commissaire Maigret intervient seulement dans deux des neuf nouvelles de ce recueil : L’Homme dans la rue et Vente à la bougie.

## Liste des nouvelles du recueil
- Les petits cochons sans queue
  - Pour la première fois depuis leur récent mariage, Marcel prévient Germaine qu’il rentrera tard. En réparant son manteau, elle trouve dans la poche un petit cochon sans queue. C’est le signe de reconnaissance que son père – dont il ignore qu’elle est la fille – distribue à ceux qu’il envoie cambrioler pour enrichir sa collection de tableaux. C’est que Marcel a besoin d’argent pour pouvoir emmener Germaine aux sports d’hiver. Mais l’opération tourne mal, Marcel est blessé et se cache. Quand Germaine le retrouve enfin, elle se dit qu’il va falloir parler sérieusement de leur passé à tous les deux.
- Sous peine de mort[1]
  - Depuis des mois, Oscar Labro reçoit des cartes postales de Jules Chapus : « Sous peine de mort, te souviens-tu ? » Trente ans plus tôt, dans un marais du Congo, Oscar avait volé une pirogue où était écrit : « Défense de chiper cette embarcation sous peine de mort », et avait signé de son nom. Maintenant, Oscar tremble à chaque arrivée du bateau de Porquerolles. Enfin, un jour, débarque Jules. Hébergé aux frais d’Oscar, pêchant avec Oscar, forçant Oscar à se soûler en sa compagnie, Jules soliloque à haute voix en se demandant de quelle manière il va le tuer. Mais un jour, sans être vu, c’est Oscar qui pousse Jules à la mer, puis apprend des gendarmes qu’il s’agissait d’un nommé Jules Marelier, recherché par cinq polices. Il a tué le mauvais Jules : le bon était mort quinze ans plus tôt en Cochinchine.
- Le Petit Tailleur et le Chapelier[2]
  - Le petit tailleur soupçonne son voisin le chapelier d’être l’assassin de vieilles femmes que toute la ville recherche. Mais le petit tailleur a peur, car il soupçonne aussi son voisin de soupçonner qu’il le soupçonne. Alors il réfléchit : pour gagner la prime de vingt mille francs promise, il lui faut trouver des preuves et comprendre ce qui relie les sept victimes. Quand il a compris qu’il s’agit toutes de camarades de classe de la femme du chapelier, il se voit déjà en possession des vingt mille francs. Las, la femme de ménage du chapelier vient de le dénoncer à la police comme l’assassin de sa femme.
- Un certain Monsieur Berquin
  - Même s’il a accidenté la nouvelle voiture dont il était si fier, même si la blonde passagère qu’il avait rencontrée au restaurant va lui demander des dommages et intérêts, même s’il a filé au milieu de la nuit de chez les paysans qui l’avaient recueilli, même s’il a fini sa fugue dans une rivière, même si on l’a rendu à sa femme,  même s’il a honte, M. Berquin, expert-géomètre, aura eu sa nuit. Il y a tant d’hommes qui n’en ont jamais !
- L'Escale de Buenaventura[3]
  - À l’hôtel du port de Buenaventura il y a Joe, le barman, Pedro, qui passe ses journées à la machine à sous, et Labro, qui depuis 20 ans déclare qu’il va rentrer en France par le prochain bateau. Car il y en a, tous les mois, qui s’arrêtent quelques heures pour charger des sacs de café. Et il y a aussi le whisky, et le brouillard, qui fait ressembler l’hôtel vide à un aquarium jaunâtre.
- L'Homme dans la rue
- Vente à la bougie
- Le Deuil de Fonsine
  - Dix-huit ans que Fernande et Fontine, les deux sœurs Sirouet, se haïssent, s’empoisonnent mutuellement l’existence, se font des procès. Quand la plus jeune meurt, l’autre refuse de porter son deuil, mais n’a plus de but dans la vie, de goût à la vie, et se laisse aller jusqu’à ce que, elle aussi, quelques mois plus tard, rejoigne sa sœur au cimetière.
- Madame Quatre et ses enfants.
  - On l’appelait Madame Quatre parce que c’était le numéro de sa chambre à la pension. Et l’on se moquait d’elle parce qu’elle ne savait pas tenir ses enfants. Quel émoi quand on découvrit dans le journal qu’elle était la première épouse du pharmacien qui avait muré six ou sept femmes dans les caves de sa maison de campagne !

## Éditions
- Édition originale : Presses de la Cité, 1950
- Tout Simenon, tome 4, Omnibus, 2002  (ISBN 978-2-258-06045-6)
- Livre de Poche, n° 14253, 2004  (ISBN 978-2-253-14253-9)
- Nouvelles secrètes et policières, tome 2, 1938-1953, Omnibus, 2014  (ISBN 978-2-258-10751-9)

## Adaptations
- 1960 : Sous peine de mort, téléfilm pour la télévision suisse-romane réalisé par Gilbert Bovay, avec Jean-Roger Caussimon, Robert Scoridt, William Jacques, Monique Mani, Doris Reiner, Gérard Carrat, André Pache, P.-H. Wild et Jeanne Talbot
- 1988 : Maigret et l’Homme de la rue, épisode 82 de la série télévisée française Les Enquêtes du commissaire Maigret réalisé par Jean Kerchbron, avec Jean Richard (Maigret), Annick Tanguy (Mme Maigret), Serge Feuillard (Lola), Marcelle Barreau (la gardienne), Yves Brainville (le professeur Wiener), Patrick Burgel (le jogger), Nathalie Dalyan (la femme du jogger), Jean Négroni (le directeur de la P.J.)
- 1995 : Maigret et la Vente à la bougie, épisode 17 de la série télévisée française Maigret réalisé par Pierre Granier-Deferre, avec Bruno Cremer (Maigret), Étienne Chicot (Fred), Daniel Gélin (le père Nicolas), Michèle Moretti(Juliette), Pierre Forest (Groult)
- 1999 : Madame Quatre et ses enfants, épisode 29 de la série télévisée française Maigret réalisé par Philippe Bérenger, avec Bruno Cremer (Maigret), Marianne Basler (Madame Quatre), Christian Morin (commissaire Vaimber), Claude Duparfait (Lagarde)
- 2004 : Maigret et les Petits Cochons sans queue, épisode 47 de la série télévisée française Maigret par Charles Nemes, avec Bruno Cremer (Maigret), Vahina Giocante (Germaine Leblanc), Roger Souza (commissaire Pardi), Thérèse Liotard (la comtesse)